# Аргуж
Аргуж (фр. Argouges) насеље је и општина у северној Француској у региону Доња Нормандија, у департману Манш која припада префектури Авранш.
По подацима из 2011. године у општини је живело 541 становника, а густина насељености је износила 32,97 становника/km². Општина се простире на површини од 16,41 km². Налази се на средњој надморској висини од 38 метара (максималној 133 m, а минималној 25 m).

## Демографија
| 1962. | 1968. | 1975. | 1982. | 1990. | 1999. | 2011. |
| ----- | ----- | ----- | ----- | ----- | ----- | ----- |
| 755   | 787   | 718   | 621   | 599   | 540   | 541   |

График промене броја становника у току последњих година